# Georg Conrad Bergius

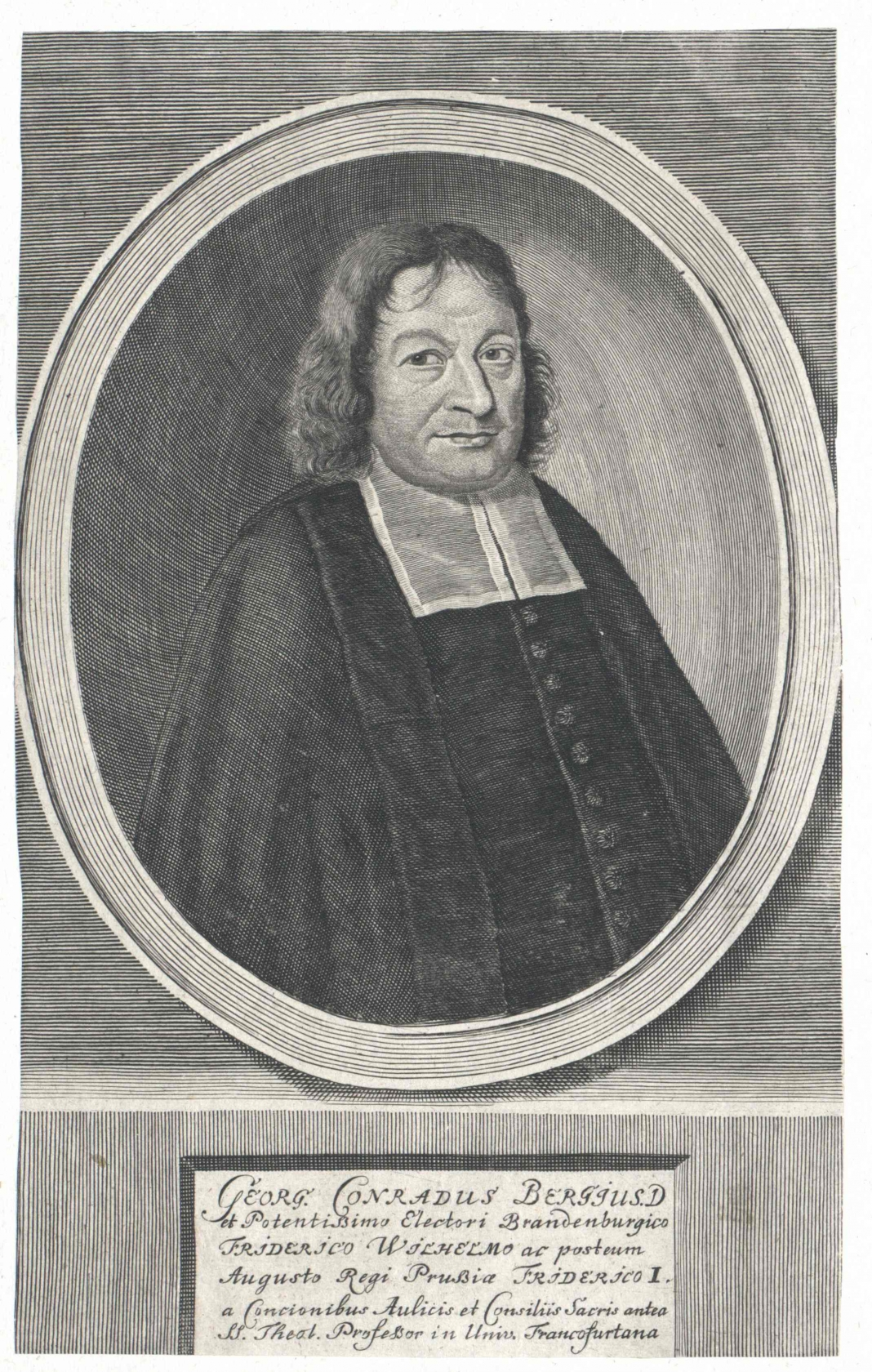
Georg Conradus Bergius, Stich von Heinrich Jakob Otto

Georg Conrad Bergius, auch Georg Konrad Berg, (* 21. Dezember 1623 in Berlin; † 7. September 1691 ebenda) war ein deutscher reformierter Theologe und Hofprediger in Brandenburg-Preußen. Er war Berater des Kurfürsten und unterrichtete dessen Söhne Karl Emil von Brandenburg und Friedrich, den späteren König Friedrich I. von Preußen.

## Leben
Bergius war der erste Sohn des Berliner Hofpredigers Johann Bergius und seiner Frau Dorothea, deren Vater Martin Füssel (1571–1626) ebenfalls Hofprediger in Berlin gewesen war. Nach dem Besuch des Reformierten Gymnasiums Bremen (unter dem Rektorat seines Onkels Conrad Bergius [1592–1642]) studierte Bergius 1641–1648 an der Albertus-Universität Königsberg, der Brandenburgischen Universität Frankfurt und der Universität Leiden Evangelische Theologie. Nach einer Studienreise nach Frankreich erwarb er 1650 an der Brandenburgischen Universität Frankfurt den akademischen Grad eines Magisters der Philosophie und wurde 1651 ebenda zum Doktor der Theologie promoviert.
1653 erfolgte die Ernennung zum Professor der Theologie (ein Amt, das schon sein Vater 1615–1620 innegehabt hatte) sowie zum Prediger der reformierten Gemeinde. 1664 wurde er von Kurfürst Friedrich Wilhelm von Brandenburg zum Hofprediger an die Doppelresidenz Berlin-Cölln berufen. Als Nachfolger von Bartholomäus Stosch wurde er 1686 auch Konsistorialrat. Seiner ersten Ehe mit Elisabeth Schönhaus (1629–1679) entsprangen u. a. der Sohn Johannes Bergius (1657–1730), preußischer Hofrat, und die Tochter Eleonore (1655–1688), die Friedrich Wilhelm Stosch, den Sohn seines Berliner Kollegen und Vorgängers, heiratete.

## Bedeutung
In seiner Berliner Zeit war er einer der wichtigsten kirchenpolitischen Berater des Kurfürsten, dessen Söhne Karl Emil  und Friedrich (der spätere König Friedrich I. von Preußen) er unterrichtete. Als typischer Vertreter der reformierten Irenik trat er für einen Ausgleich mit den Lutheranern ein und beteiligte sich etwa an den Initiativen von John Dury, obwohl er in der Frage der Prädestination anstelle des in Preußen vorherrschenden Universalismus eher die orthodoxe Position der Dordrechter Synode vertrat. Dagegen verhinderte er 1682 durch ein Gutachten eine Unterstützung des brandenburgischen Hofes für die Initiative des Bischofs Christoph de Royas y Spinola, die auf eine Reunion der Protestanten mit der römisch-katholischen Kirche zielte. 1691 ermöglichte er durch eine Unbedenklichkeitserklärung die Berufung von Philipp Jacob Spener als Propst und Konsistorialrat an die Berliner St. Nikolai-Kirche.